# 이니고 리세란수
헤수스 이니고 리세란수 오초아(스페인어: Jesús Iñigo Liceranzu Otxoa, 1959년 3월 13일, 바스크 주 빌바오 ~)는 스페인의 전직 축구 선수로, 현역 시절 수비수로 활약했으며, 이후 감독일도 했다.

## 클럽 경력
비스카이아 도 빌바오 출신인 리세란수는 지역의 맹주 아틀레틱 빌바오의 유소년부를 졸업했다. 2군으로 3년 활동하던 그는 바스크 이웃 바라칼도 소속으로 세군다 디비시온에서 프로 무대 신고식을 치렀다.
1981년에 친정으로 복귀한 리세란수는 붙박이 주전으로 도약하여 안도니 고이코에체아와 정면 수비를 맡아 강인한 수비 방식으로 록키라는 별칭이 붙었다. 1983-84 시즌, 빌바오는 그 전 시즌에 이어 국내 무대를 석권했는데, 이 시즌에 그는 32경기에 출전해 단일 시즌 최다인 7골을 기록했다. 특히 1984년 4월 29일, 레알 소시에다드와의 바스크 더비 안방 경기에서는 2번 골망을 흔들어 2-1 승리를 견인하였고, 구단의 라 리가 통산 3000호골 기록도 세웠다.
리세란수는 엘체에서 1부 리그 1시즌을 보내고 불과 30세에 축구화를 벗었다. 1990년대말에 들어 그는 감독일을 시작해 주로 고향 동네의 감독을 역임했다: 우베다, 사야, 레모나, 아무리오, 바라칼도, 그리고 사모라.

## 국가대표팀 경력
1985년 4월 30일, 리세란수는 스페인 국가대표팀 경기에 처음이자 마지막으로 출전했는데, 렉섬에서 웨일스와의 1986년 월드컵 예선전에서 0-3으로 패했다.

## 수상
아틀레틱 빌바오
- 라 리가: 1982-83, 1983-84
- 코파 델 레이: 1983-84
- 수페르코파 데 에스파냐: 1984